# Житловий трейлер

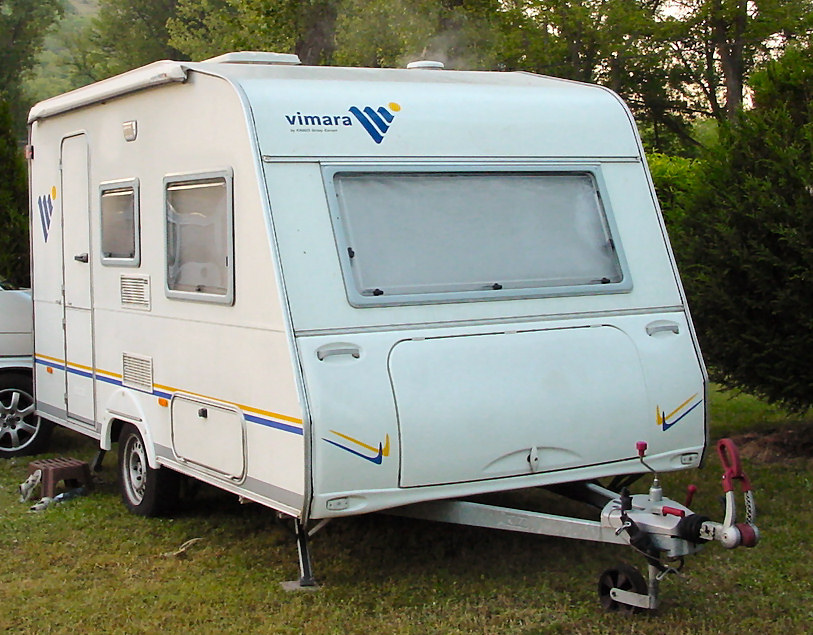
Караван, Нідерланди, 2005

Житловий трейлер (також відомий під назвами караван, причіп-дача, житловий автопричіп) — це причіп, який буксирується дорожнім транспортним засобом для забезпечення комфортнішого та безпечнішого місця для ночівлі, аніж те, яке здатен забезпечити звичайний намет (хоча існують також розкладні причепи-намети). Такі трейлери дають людям можливість мати власну домівку під час подорожі чи туристичної відпустки, позбавляючи їх необхідності покладатися на мотель чи готель, а також дозволяють їм залишатися на ночівлю в таких місцях, де подібних закладів взагалі немає. Однак у деяких країнах стоянки житлових трейлерів обмежені до спеціально відведених для цього місць, де за таку стоянку беруть певну плату.
Житлові причепи та каравани варіюються від базових моделей, які можуть виявитися чимось трішки більшим аніж намет на колесах, — і до моделей, в яких містяться декілька кімнат зі всім необхідним умеблюванням та декораціями, а також різним домашнім устаткуванням (холодильник, кухонна плита тощо). Їх використання є найбільш розповсюдженим у таких регіонах як Північна Америка, Європа, Австралія та Нова Зеландія, у всіх інших місцевостях вони є рідкісним явищем.

## Історія

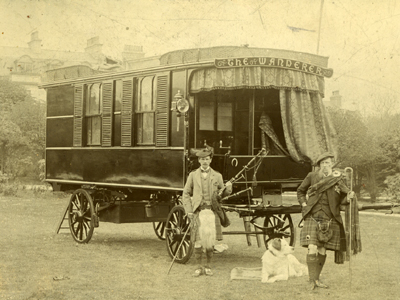
Доктор Вільям Ґордон Стейблз у своєму відпочинковому каравані під назвою Wanderer («Мандрівник»).

У Європі походження житлових автопричепів та караванінгу можна прослідкувати від кочуючих циган, а також шоуменів, які більшість свого життя проводили у кінних житлових трейлерах — кибитках.
Семюел Вайт Бейкер придбав справжню циганську кибитку в Англії, і відправив її кораблем на Кіпр, для свого турне у 1879 році. Перший у світі відпочинковий трейлер був сконструйований Бристольською компанією з виробництва карет у 1880 році для доктора Вільяма Ґордона Стейблза, популярного автора молодіжної пригодницької фантастики, який замовив «кибитку для джентльмена». Караван був довжиною у 5.5 м, базований на кибитках типу Bible Wagons тієї ж компанії. Ґордон-Стейблз дав йому назву «Мандрівник» (англ. "Wanderer"). Він подорожував у ньому по британських місцевостях, а пізніше написав книгу, де описав свою подорож 1885 року, під назвою Джентльмен-Циган (англ. The Gentleman Gypsy).

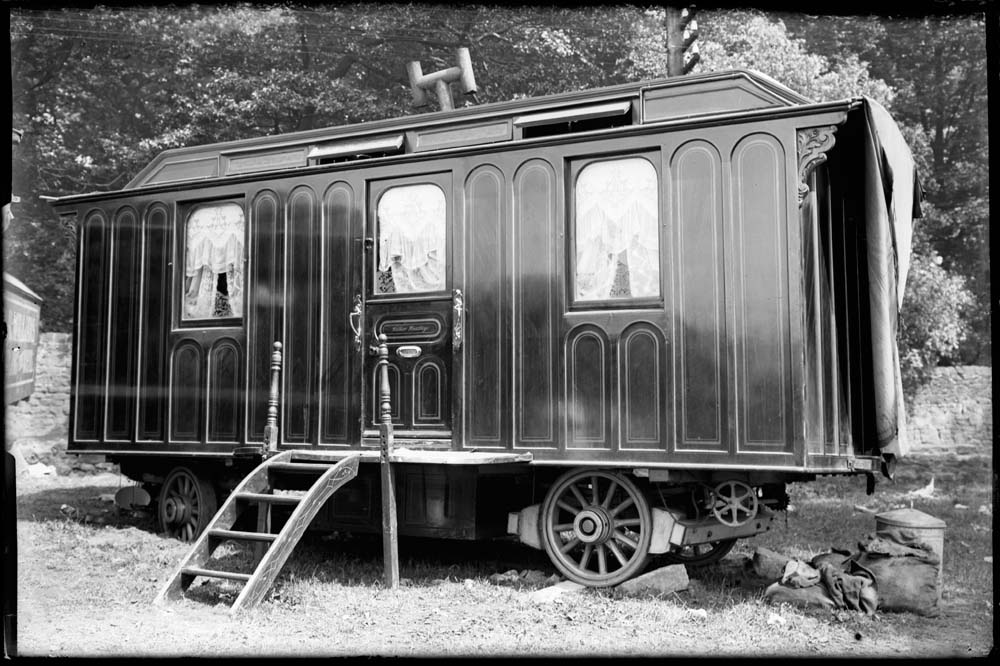
Детально розроблений караван, сконструйований Гавкрофтом із Західного Гартлпула для Англійського шоумена, перша половина ХХ століття.

На зламі століть, «караванинг» для розваги та відпочинку став видом діяльності, який здобуває все більшу популярність. У 1901 році був заснований перший клуб, присвячений караванингу. Клуб кемпінгу та караванингу (початково — Асоціація сезонних туристів) — був заснований Томасом Гірамом Голдингом, батьком сучасного кемпінгу. Караван-Клуб був заснований у 1907 році Стейблзом, який став його президентом. Його ціллю визначалася потреба

| «…згуртувати тих, хто зацікавлений у фургонних подорожах, як видові активного відпочинку… щоб вдосконалювати та забезпечувати зручні трейлери та інше устаткування… і організовувати місця для кемпінгу.»[5] Оригінальний текст (англ.) «… bring together those interested in van life as a pastime…to improve and supply suitable vans and other appliances…and to arrange camping grounds.» |

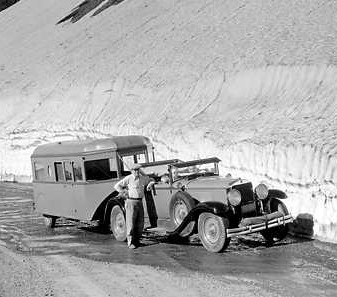
Авто та трейлер для кемпінгу, Національний парк Ґлейшер, Монтана, 1933

Караванинг здобув популярність у Північній Америці в 1920-х. Один із перших саморобних житлових трейлерів в Америці був збудований Джоном «Джеком» Ентоні Порцеллою, який був бакалійником, перукарем, реставратором та шахтарем, і в 1933 році часто подорожував північними штатами.
Сучасні житлові автопричепи, або трейлери, бувають різноманітних видів та розмірів, від мініатюрних двоспальних трейлерів, у яких немає туалету, а є лише базове кухонне причандалля, — і до великих, тривісних, шестиспальних типів.

### Циганські кибитки
Кибитки, а особливо циганські Вардо, служили як значний культурний образ та символ кочових циганських народів. До початку XIX століття циганські кибитки служили в першу чергу як засоби пересування, а не як помешкання. На початку XIX століття багато циган стали жити у власних кибитках, замість того щоб спати у наметах. Каравани забезпечували краще укриття від поганих погодних умов, а також могли бути забезпеченими модерновими зручностями, такими як дров'яні кухонні печі. Досить часто побудова кибитки замовлялася новоспеченим циганським подружжям та їхньою родиною. Вузькомасштабні, доіндустріальні методи виробників кибиток, а також працемістка природа виробничого процесу означали, що на виготовлення однієї сімейної караван-кибитки міг піти цілий рік.

## Північна Америка

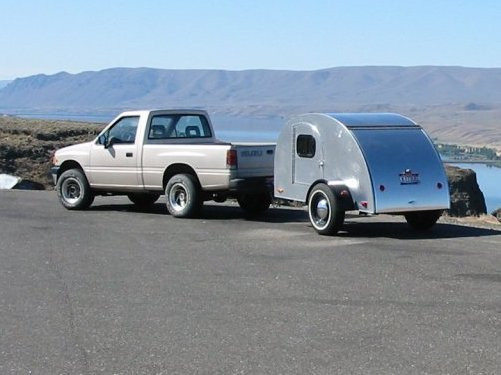
Трейлер-крапля

### Житлові трейлери
У США та Канаді історію житлових трейлерів можна простежити ще від початку 1920-х, коли ті, хто насолоджувався їх використанням, носили у народі дещо зневажливу назву — «бляшанкові туристи». З плином часу трейлери стали більш придатними для проживання в них, і здобули таким чином нову назву у 1930-х та 1940-х, а саме — будинок-трейлер, або дім-трейлер. У 1950-х та 1960-х індустрія розкололася на дві частини, створивши два основних типи, відомі нам на сьогодні — індустрію рекреаційних транспортних засобів та індустрію пересувних будиночків. В наш час житлові трейлери класифікуються як вид рекреаційних транспортних засобів, на одному щаблі із будинками на колесах, трейлерами «п'яте колесо», розкладними трейлерами та пікапними кемперами.
Менші житлові трейлери та розкладні кемпери і досі створюються з розрахунком на те, що вони будуть використовуватися для подорожей. Тому вони робляться менш ніж 5.49 м в довжину, і вміщують найпростіші необхідні для проживання зручності. За дизайном вони дуже легкі та швидко облаштовуються чи готуються до подорожей. Більшість з них важать менш ніж 1400 кг і можуть буксируватися великим авто, або невеликою вантажівкою, залежно від буксирувальної здатності такого транспортного засобу. Легкі розкладні трейлери, вагою менш ніж 320 кг, такі як Combi-camper та Kamparoo — можуть буксируватись навіть невеличкими автівками економ-класу, а також невеликими SUV. Деякі винятково легкі житлові трейлери можуть кріпитися навіть до мотоциклів. Склотекстолітна конструкція оболонки вийшла на ринок США у 1971 році із презентацією першого житлового міні-трейлера американського виробництва під назвою Playpac. Playpac, винайдений Стівеном Вайзелом, став відповіддю на потреби зростаючої орди користувачів фольксвагена «жука», а також інших власників міні-автівок, які потребували трейлера із міцним каркасом, але достатньо легкого для того, аби його можна було буксирувати невеликим автомобілем. Такого, щоб у ньому був туалет, душова, а також можливість розмістити шість осіб на ночівлю. Його ультрасучасна аеродинамічна стилізація, а також куполоподібний скляний дах, розроблені індустріальним дизайнером-модерністом Тошігіко Сакоу, стали влучанням у яблучко. Однак успіх таких трейлерів був дещо короткочасним (1971—1973), оскільки перша нафтова криза 1973 року, а також наступний значний спад продажів рекреаційних транспортних засобів спричинили згортання їх виробництва. Невдовзі житлові трейлери Болера, які раніше виготовлялися у Канаді, долучилися до трейлерів типу Playpac — склотекстолітних легких трейлерів США. Житлові автопричепи Hunted та Amerigo теж перебували на ринку в той час.
Житлові трейлери середнього класу довжиною становлять від 5.49 до 7.62 м, і можуть бути масою до 2300 кг, а то й більше, і зазвичай буксируються компактними пікапами та SUVами. Вони забезпечують майже всі ті ж зручності, що й великі житлові трейлери, але в них здатна розміститися менша кількість людей.

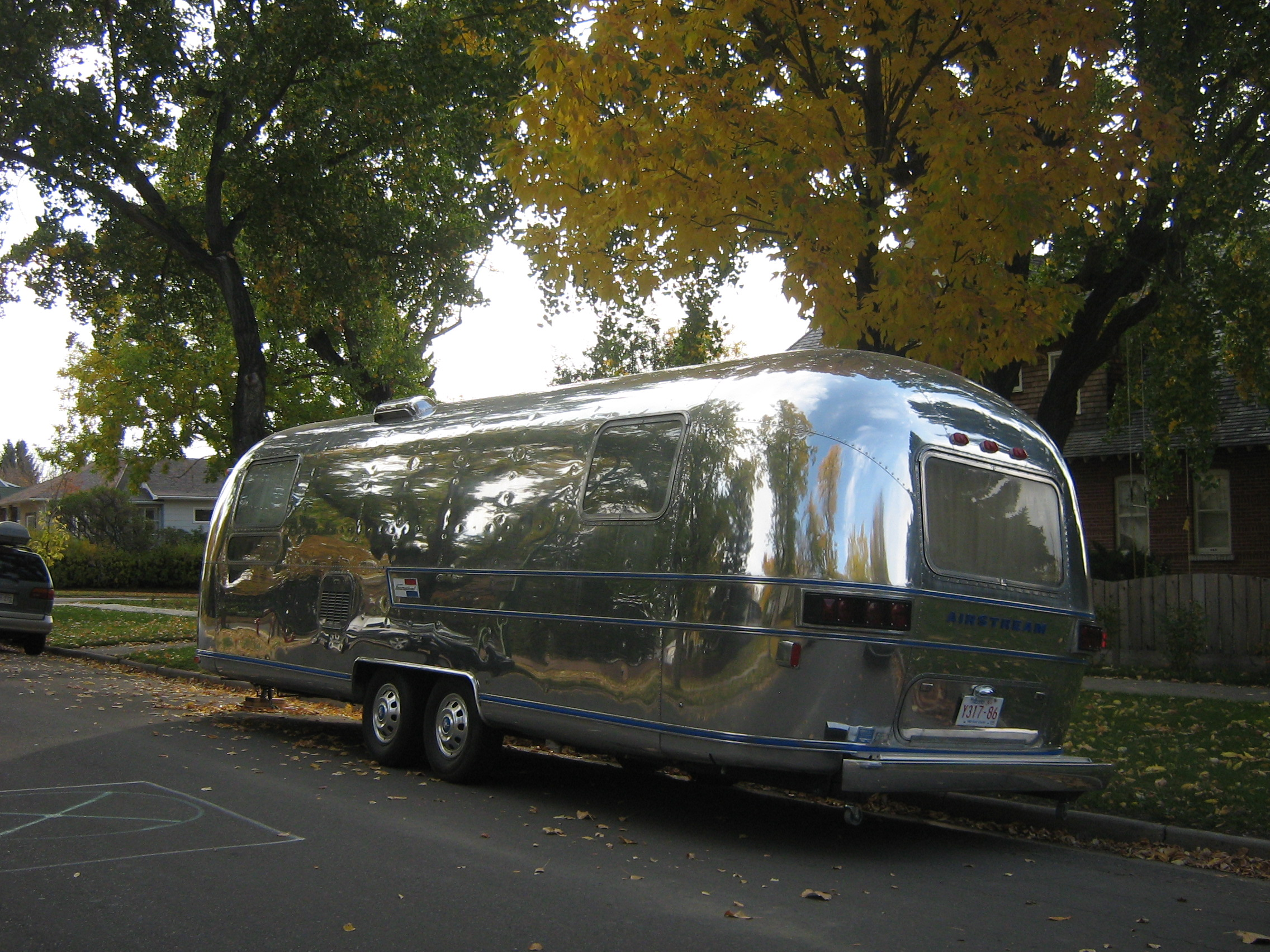
Житловий трейлер типу «airstream»

Більші житлові трейлери створюються з розрахунком на сезонного або постійного користувача. Ці в загальному варіюються від 7.62 до 12.19 м довжини, і вміщують всі зручності, типові для розкішного кондомініуму. Оскільки для їх буксирування може застосовуватися лише спеціальний транспортний засіб, призначений для цього, або ж шосейний тягач, велика вантажівка чи SUV, ці моделі, переповнені найрізноманітнішими зручностями та умеблюванням, можуть досягати навіть 5400 кг ваги, а то й більше. В той час як трейлери можуть важити набагато більше, — все-таки більшість пікапів мають обмеження на буксирувальну вагу, яка становить максимум 7000 кг. У об'єктах такого розміру звичайною є наявність декількох телевізорів та повітряних кондиціонерів. Висувні кімнати та відкидні ґанки створюють додаткові плюси для якості життя в таких трейлерах. За законом, житлові трейлери обмежуються до 37 м² житлової площі, і значна кількість моделей пропонують споживачам саме такі виміри — плюс, можливо, якісь висувні частини.
Враховуючи всі ті перепони, притаманні муніципальному розподілу території внаслідок великої кількості законів та будівельних кодексів, які стосуються навіть доступних, екологічних та компактних житлових рішень, житлові трейлери стають додатковою можливістю для тих, хто бажає придбати собі екологічне помешкання на постійній основі, або ж сезонний будиночок на колесах. Розміщення житлових трейлерів часто є цілком прийнятним (в рамках закону) на заплавах, в місцевостях за межами розширення міст тощо, де звичайні будинки будувати не можна. Деякі з найбільших переваг трейлерних стоянок — це їх легка інфраструктура, слабкий екологічний вплив на довкілля, мінімальне втручання в ландшафт, вельми проникні поверхні (для дренажу дощової води), а також легке й просте відновлення місця стоянки до початкового стану.
Деякі спеціалізовані марки трейлерів, такі як трейлери «hi-lo» — мають верхню половину (дещо більша за нижню) сконструйовану таким чином, що її можна складати у нижню половину так, щоб була досягнута загальна висота у 5 футів, що зменшує опір повітря під час руху; і незважаючи на таку конструкцію, ці трейлери теж вміщують все необхідне (за винятком ванної кімнати у повний зріст).

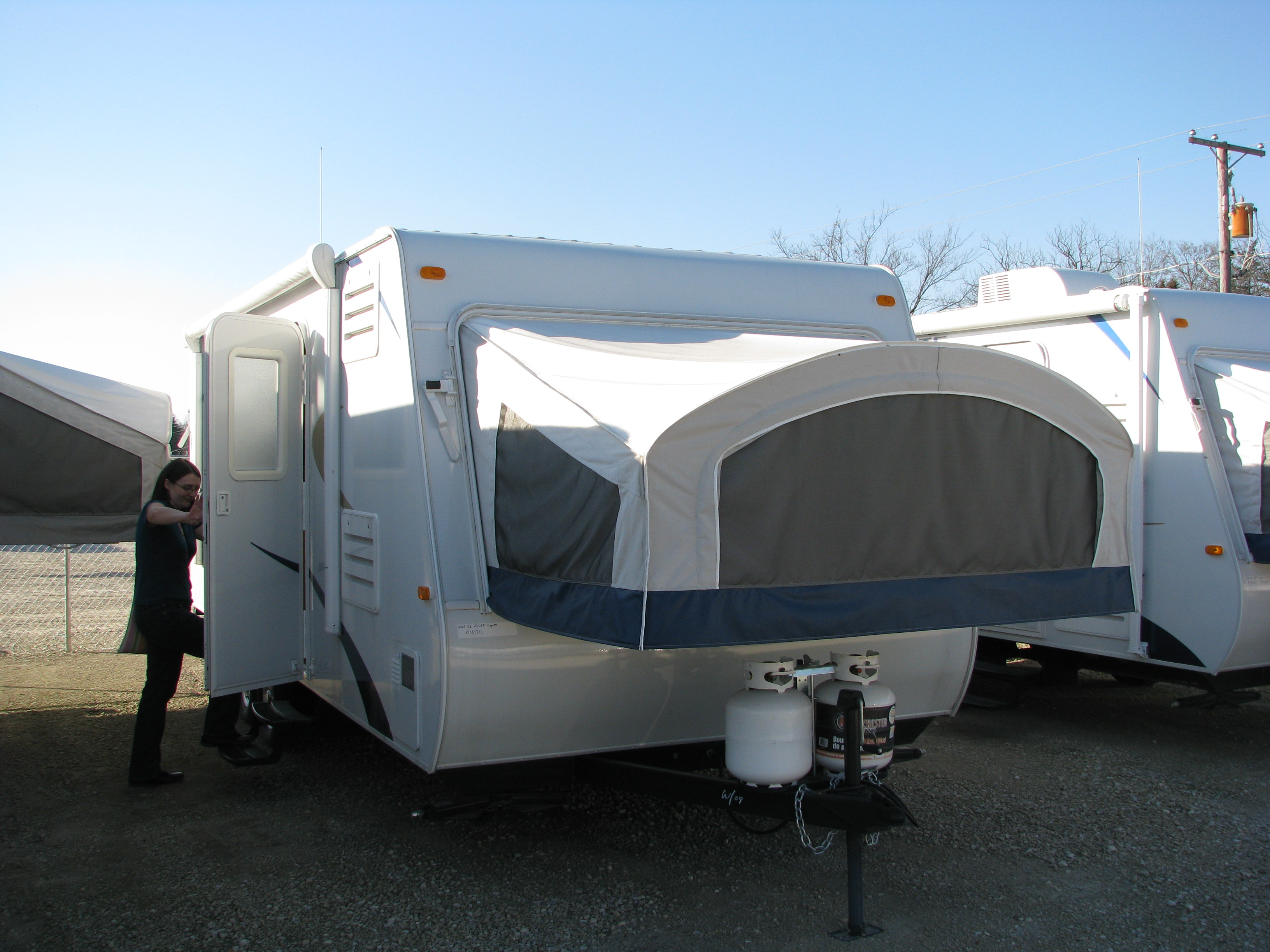
Гібридний житловий трейлер.

Інновацією у типах житлових трейлерів є гібридний трейлер, у якому поєднуються властивості розкладного та цілісного трейлера. У його кемпінговій конфігурації, одна чи дві койки розкладаються із бічних стінок, із навісними брезентовими наметовими покриттями. Під час подорожі ці койки складаються в стінки, утворюючи чотири міцні цілісні сторони трейлера. Більші моделі уможливлюють використання гібридного житлового трейлера для проживання в ньому навіть у «складеному» стані. Основною перевагою гібридних трейлерів є те, що вони забезпечують якісніше відношення простір/вага. Недоліком є те, що наметові боки — недостатньо ізольовані, і стають причиною втрати тепла та появи конденсату.
У США, фактично, незаконно перебувати у самому житловому трейлері (автопричепі) під час руху, на відміну від кінних кибиток та карет. Потрійне буксирування (буксирування двох трейлерів) заборонене у деяких штатах США, таких як Каліфорнія, Алабама, Флорида, Нью-Йорк; однак потрійне буксирування дозволяється у Техасі, за умови якщо загальна довжина такого транспортного ланцюжка сягає не більше ніж 19.81 м.

### Трейлер «п'яте колесо»
«П'яте колесо» — це житловий трейлер, який кріпиться до сідла в центрі кузова пікапа, замість того, щоб кріпитися до гака ззаду транспортного засобу. Спеціальне сідло, яке використовується для кріплення такого типу — це зменшена версія схожого сідла, що використовується у вантажних тягачах, які з'єднуються із причепом, під'їжджаючи під нього. Трейлери «п'яте колесо» — популярні серед прихильників проживання у рекреаційних транспортних засобах на постійній основі, які нерідко живуть в них по декілька місяців на одному місці, використовуючи власний пікап для недалеких поїздок по місцевості. «П'яте колесо» кріпиться набагато безпечніше, аніж традиційний житловий трейлер, оскільки основна його вага спрямовується на задні колеса пікапа, в той час як вагу звичайного трейлера утримує сам гак кріплення. До того ж, оскільки частина трейлера лежить на основі пікапа, це також зменшує загальну довжину транспортного засобу, в той час як житловий простір залишається таким же, як і у звичайному трейлері такої ж довжини. Окрім того, розташування сідла кріплення на основі пікапа значно знижує ризик джекнайфингу, і дає більше можливостей маневрування під час здавання назад. Такі транспортні засоби набагато більш поширені в США та в Канаді, аніж у Європі чи в інших частинах світу, оскільки саме у Північній Америці дороги широкі й забезпечують транспорту більше місця, аніж деінде.

### Позашляхові трейлери
Позашляхові житлові трейлери, також відомі як «трейлери 4х4», тентракси, джип-трейлери — сконструйовані спеціально для подорожей по важкопрохідних місцевостях, де далеко не завжди є можливість пересуватися мощеними трасами чи гравійними дорогами. Такі житлові трейлери розроблені для пересування по важкопрохідних поверхнях. Багато позашляхових житлових трейлерів обладнані наметом та ліжком, опорною плитою, великими шинами та незалежними підвісками, підйомними механізмами та системами з'єднань зі збільшеним простором для руху.

### «Іграшкова коробка»
Інновацією в типах житлових трейлерів стала т. зв. «іграшкова коробка». Наполовину житлове приміщення, наполовину гараж — такі трейлери дають змогу вивозити «іграшки» на свіже повітря. Складана задня рампа уможливлює перевезення мотоциклів, всюдиходів, персональних водних видів транспорту, або ж невеликих гоночних автомобілів. Генератор забезпечує електроенергію для всього цього обладнання.

### Двоповерхові трейлери
Двоповерховий трейлер — це трейлер із двома житловими поверхами (рівнями) — назва говорить сама за себе. Під час подорожі, трейлер має висоту таку ж, як і будь-який інший типовий трейлер, але під час стоянки його висота збільшується вдвічі. Вони виготовляються фірмою Jexcar, а також іншими виробниками, і частенько використовуються як мобільні роздягальні під час зйомок відеофільмів чи кліпів.

## Велика Британія

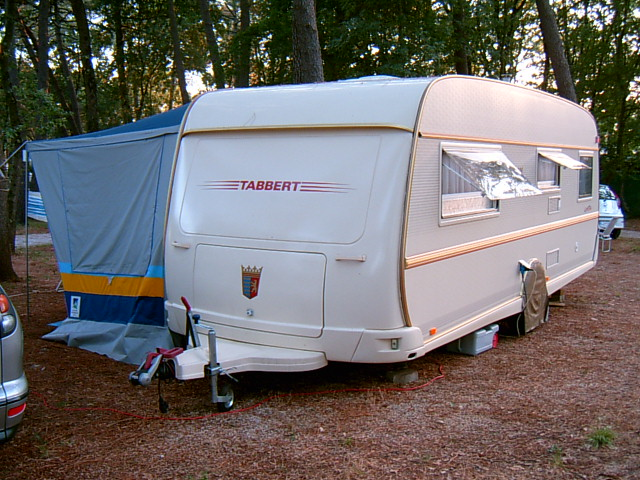
Провідний тип караванів німецького виробництва, від фірми Tabbert.

Національна рада карванингу стверджує, що індустрія з виробництва таких транспортних засобів, до яких входять і кемпервени, і будиночки на колесах, і туристичні каравани (розроблені таким чином, щоб їх можна було прикріпити до автівки та відбуксирувати до певного місця), а також нерухомі вагончики та мобільні доми (вагончики, які транспортуються до певного місця для постійного розташування, де вони кріпляться до землі) зараз становить понад £1 млрд — і це лише в економіці Великої Британії. Саме лише виробництво таких вагончиків та трейлерів — вартує понад £650 млн. Зріст популярності караванингу був значно підсилений вдосконаленнями у якісних характеристиках житлових трейлерів, а також місць для їх стоянки, що зробило проведення вікендів у таких трейлерах можливим у будь-яку пору року, а не лише в літні місяці, як це було раніше.
Викрадення туристичних трейлерів певний час були значною проблемою, але випадки таких злочинів дуже порідшали останніми роками. У Великій Британії Асоціація керівних офіцерів поліції ствердила, що кожного року викрадають близько 1600 туристичних караванів, але ця тенденція повільно знижується. Багато компаній, які займаються страхуванням житлових трейлерів, вимагають, щоб клієнти купували і встановлювали додаткові засоби безпеки й захисту — такі як зажими для коліс та електронні пристрої відстежування. Реєстраційна служба CRIS — також допомогла у вирішенні проблеми викрадення трейлерів. У квітні 2010 року сайт UKCaravan.org ствердив, що лише 4 % викрадених трейлерів вдається повернути їхнім власникам.
Існує дві основні організації, до яких можуть долучитися любителі подорожей у житлових трейлерах — Караван-Клуб, заснований у 1907 році, та Клуб кемпінгу та караванингу, заснований у 1901 р. Обидва клуби пропонують своїм членам певний ряд послуг, таких як ексклюзивні місця для стоянки, пільгові розцінки, поради, а також такі сервіси, як страхування та суспільні види діяльності, наприклад релігійні та національні з'їзди.

## Австралія

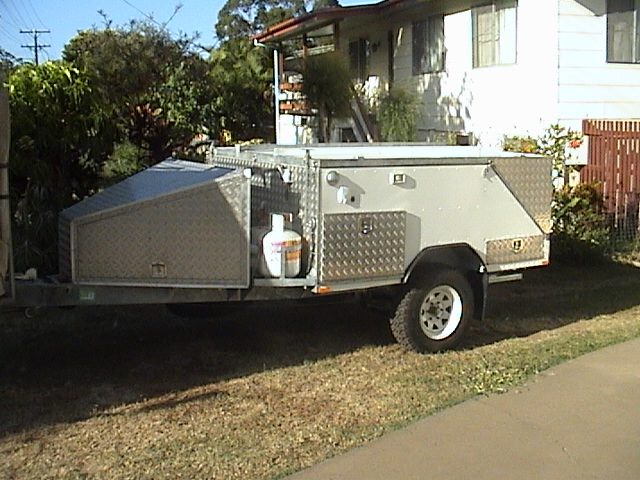
Типовий кемпінговий трейлер

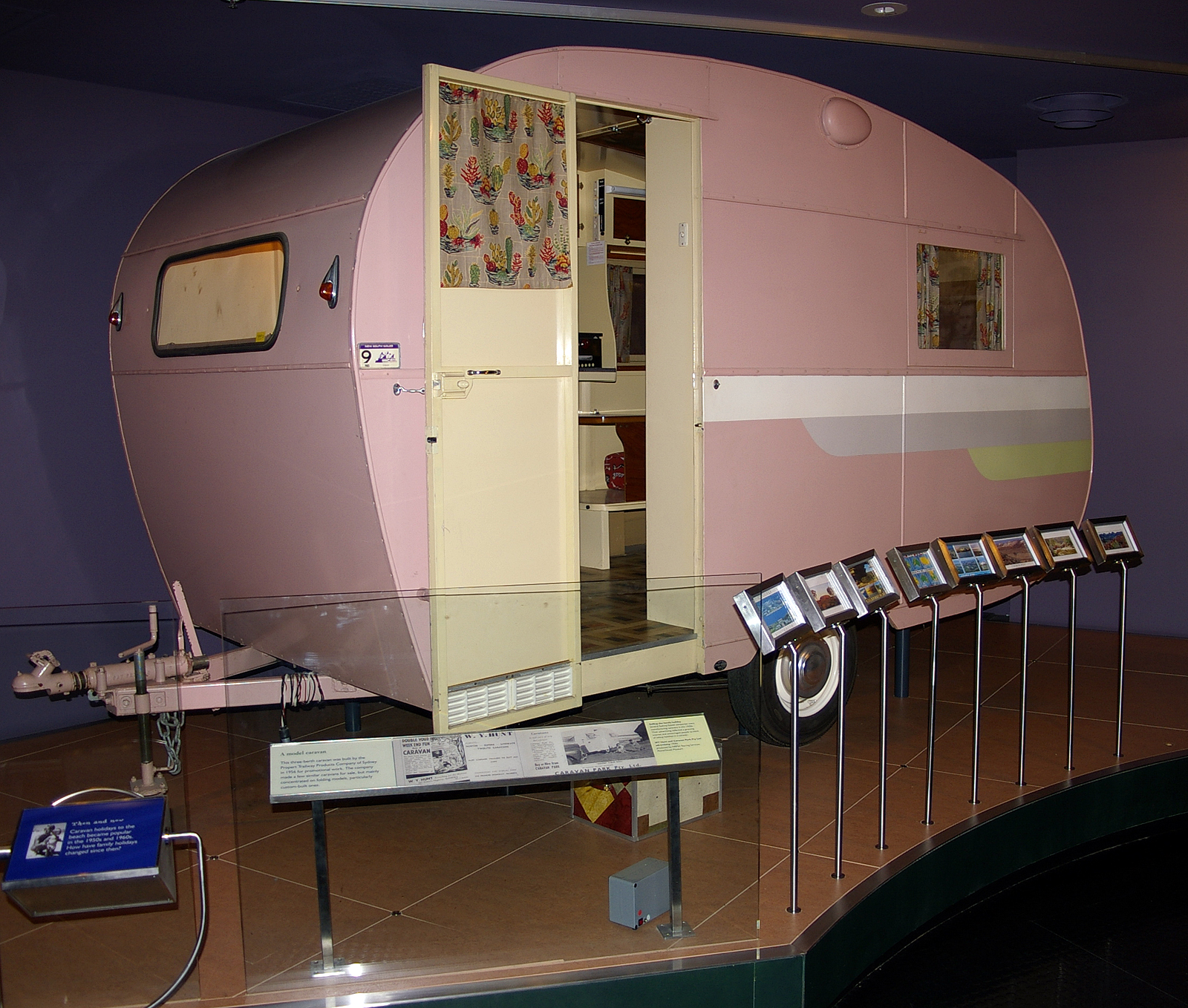
Туристичний караван Проперта «Trailaway», 1956 рік. Національний музей Австралії.

У Австралії кемпінгові трейлери є типовими, поряд із традиційними трейлерами. Такі «кемпери» відрізняються від подібної продукції тим, що здатні виконувати роль «позашляхового» трейлера. Вони обладнані великими резервуарами для зберігання води, батареями для зберігання електроенергії, а також позашляховою підвіскою.

## Зручності
Сучасний туристичний трейлер середнього класу може містити наступні зручності:
- Ліжка, деякі з них складаються щоб слугувати сидінням в денний час;
- Електроенергія, яка забезпечується наявністю батареї, або зовнішнього підключення;
- Газовий/електричний холодильник;
- Газова/електрична кухонна плита, пічка та гриль;
- Газовий/електричний водонагрівач;
- Мікрохвильова пічка;
- Автоматична система демонтажу коліс (інтегрована або ж зовнішня) для встановлення трейлера одразу ж після від'єднання від тягача;
- Радіо/CD/DVD/MP3 програвач;
- Душ;
- Телевізійна антена/супутникова тарілка;
- Туалет зі знімним баком відходів та бачком для води;
- Нагрівач повітря;
- Висувні кімнатки (такі як розширення їдальні чи спальні — 4 x 7 футів).

Житлові трейлери (особливо у Північній Америці) можуть також містити наступне:
- Повітряний кондиціонер;
- Тентова, або «ширмова» кімната;
- Пральна та сушильна машини;
- Зовнішні кріплення для барбекю;
- Мікрохвилівка;
- Стабілізатори для гака буксирування;
- Окремі резервуари для стічної води — для «сірої води» (помиїв) та «чорної води» (нечистот).

## Примітки

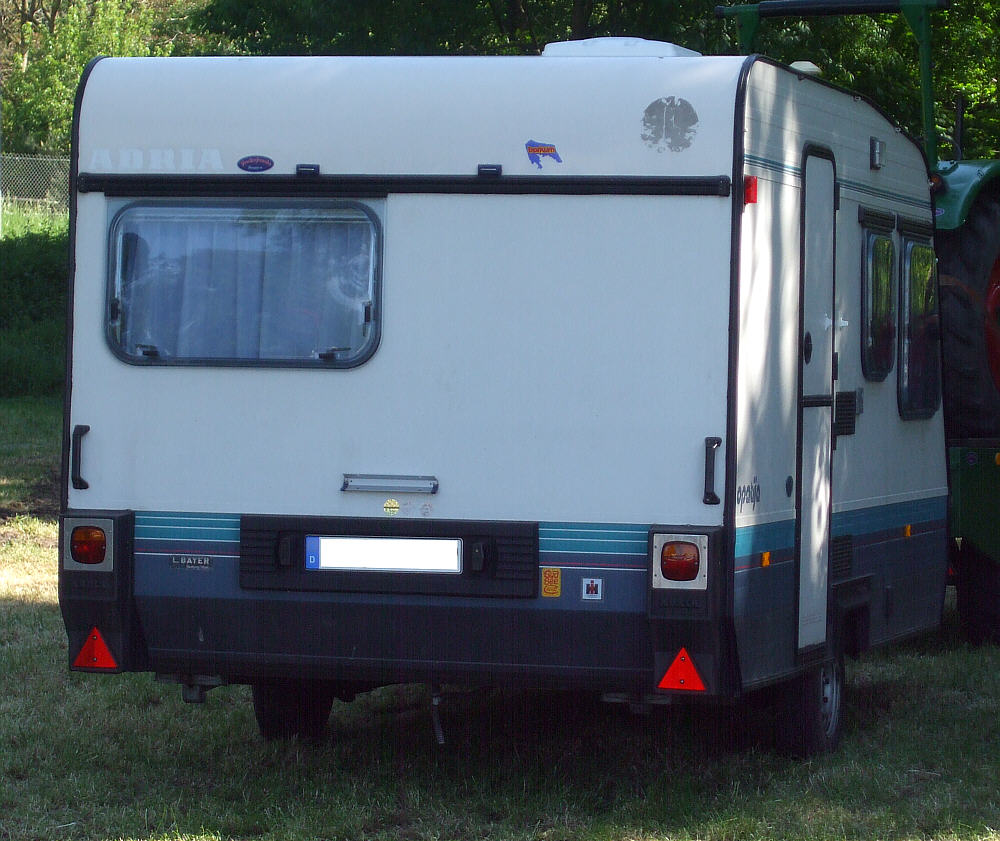
Житловий автопричіп марки Adria

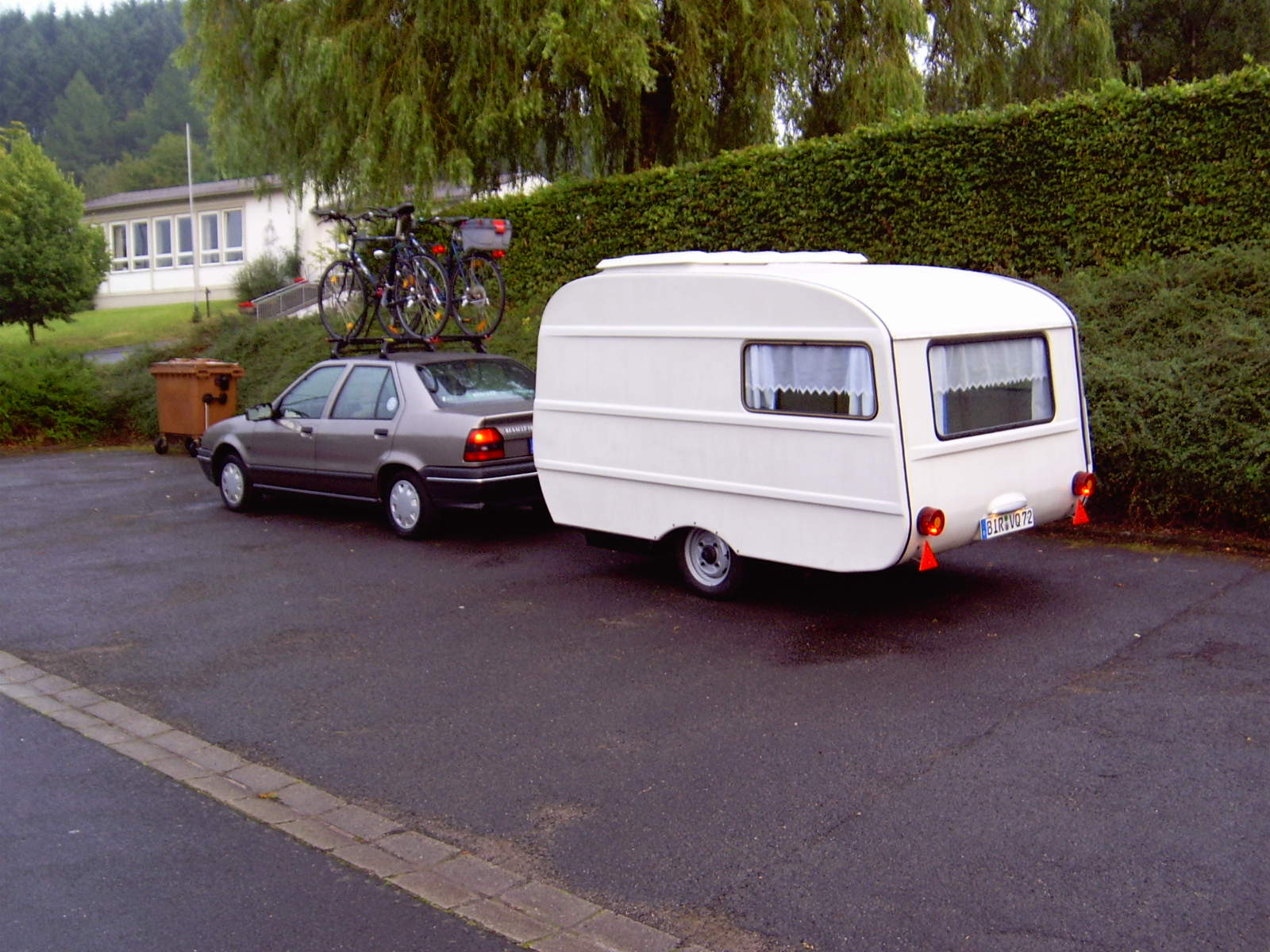
Житловий трейлер QEK Junior Caravan

## Критика
Відповідно до обмеження швидкості для трейлерів на проїжджій частині у 80 км/год на переповнених і часто — надто вузьких дорогах Великої Британії, такі трейлери часто сприймаються деякими автомобілістами як значна незручність. Автомобільний журналіст та кореспондент Джеремі Кларксон — добре відомий своєю «радісною ненавистю» до житлових трейлерів, і вже встиг фізично знищити декілька з них у телевізійній програмі BBC під назвою Top Gear, з часу відновлення шоу у 2002 році, що призвело до напливу скарг від громади прихильників караванингу.